# Єлизавета Грецька
Єлизавета Грецька та Данська (грец. Ελισάβετ της Ελλάδας και Δανίας), ( 24 травня 1904 —  11 січня 1955) — принцеса Греції та Данії з династії Глюксбургів, донька грецького принца Миколая та російської княжни Олени Романової, дружина графа Карла Теодора Тоеррінг-Єттенбаського.

## Біографія
Єлизавета з'явилась на світ 24 травня 1904 року у королівському палаці Татої неподалік Афін другою дитиною та другою донькою грецького принца Миколая та його дружини Олени Володимирівни, народившись менш ніж за рік після старшої сестри Ольги. Країною в цей час правив їхній дід Георг I. За два роки народилася молодша сестра Марина.

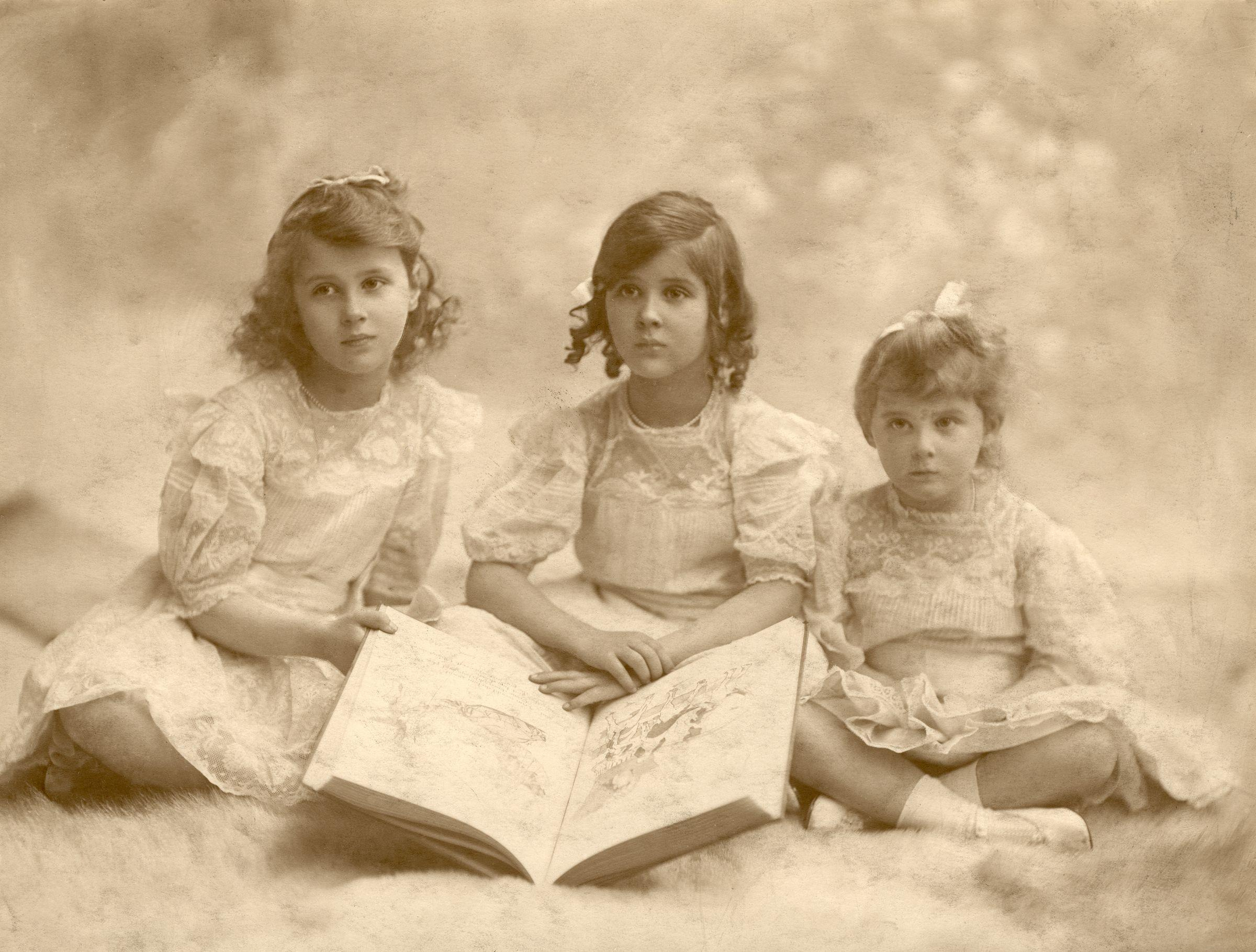
Єлизавета (посередині) із сестрами

Жила родина у Миколаївському палаці в Афінах, що був подарунком російського царя Миколи II їхній матері на весілля. Будівля була дуже сучасною і обладнаною водопроводом. 
Дівчата отримували домашню освіту під наглядом англійської гувернантки. Єлизавета полюбляла малювати, а також їздити верхи. В родині через неслухняне кучеряве волосся її кликали «Пухнастиком».
Раз на рік родина їздила до Росії, де проживало багато родичів. Там вони й дізналися про початок Першої світової війни. Цей час став найтяжчим в житті сім'ї.
Греція, що залишалася нейтральною, після лютневої революції в Росії втратила останнього союзника. Король Костянтин I, який успадкував трон у 1913 році, вважався германофілом, і під загрозою висадки солдат Антанти, був змушений передати владу сину. У червні 1917 він із дружиною та іншими дітьми залишив королівство. Брат Миколай з родиною поїхав за ним. Оселилися вони у швейцарському Санкт-Моріці. Матеріальне становище сім'ї було скрутним.
Після смерті короля Олександра I у жовтні 1920 ідея створення республіки у Греції провалилася, і на трон знову повернувся король Костянтин I. Єлизавета з сім'єю також вернулися додому. Однак, війна із Туреччиною тривала, і невдоволене командування армії за два роки почало знову вимагати відставки короля та розпуску уряду.
30 жовтня 1922 колишній король залишив країну назавжди. Брат Миколай супроводжував його. Так Єлизавета опинилася спочатку в Сан-Ремо, а згодом — у Парижі та Лондоні. За рік її сестра Ольга вийшла пошлюбила сербського принца Павла Карагеоргієвича й від'їхала до Белграду. У 1924 Єлизавету, як і інших членів родини, позбавили грецького громадянства.
Існували шлюбні плани щодо її союзу з кронпринцем Італії Умберто, а згодом — з Миколаєм Румунським. Однак вони не реалізувалися. Принцеса досягла віку 30 років неодруженою, що було досить незвичним явищем для того часу.

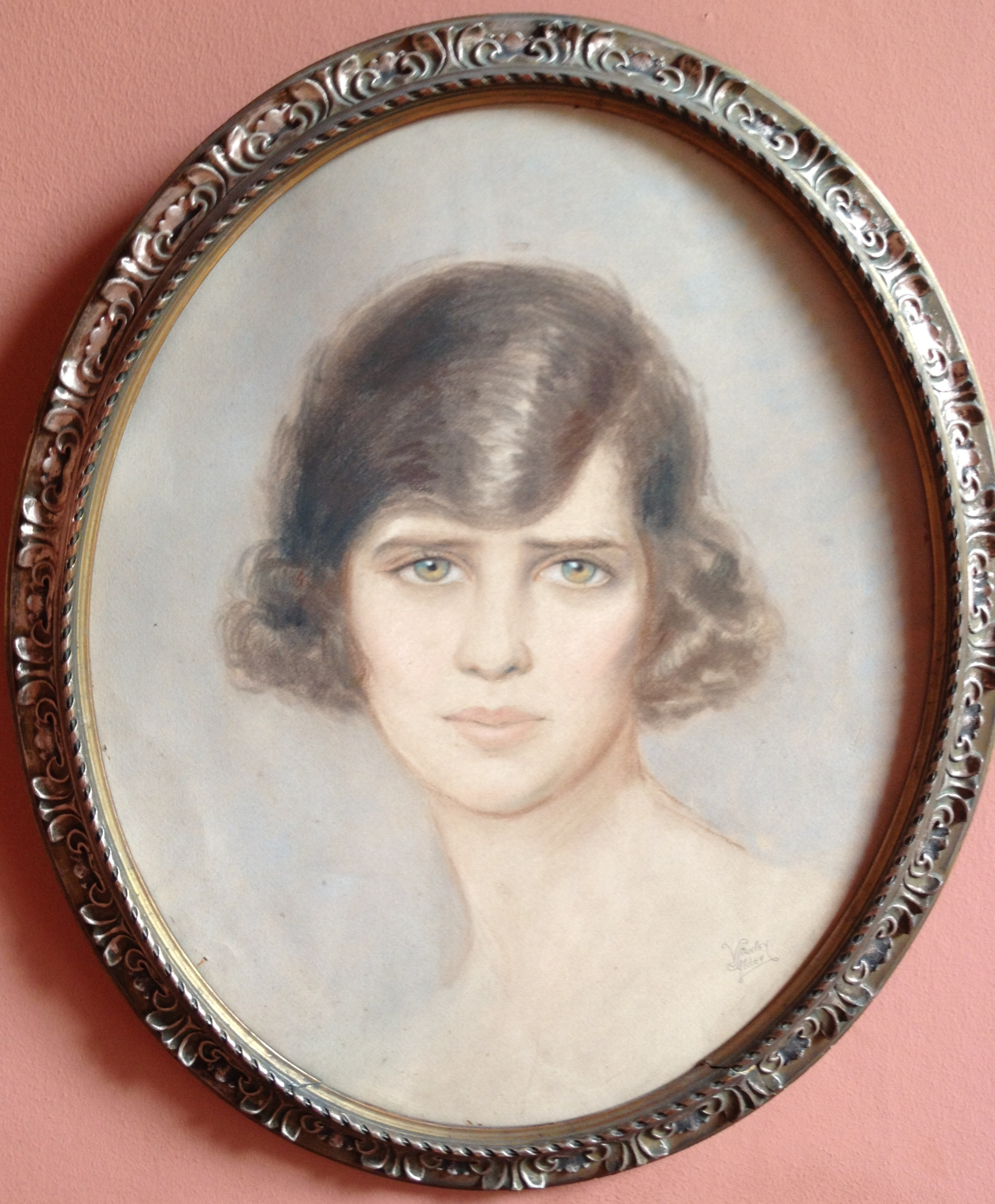
Портрет графині цу Тоеррінг-Єттенбах

Не маючи грошей, але володіючи рідкісною красою, дівчина рекламувала косметичну продукцію американської марки Pond's. Там її описували як «вродливу як казкова принцеса, що має грацію та гідність, властиву її грецькій спадщині, чарівну, веселу, гнучку та дивовижно прекрасну».
У 1934 році Єлизавета врешті прийняла пропозицію німецького графа Карла Теодора Тоеррінг-Єттенбаського, що мав родинні зв'язки із королівськими династіями Віттельсбахів та Браганса. Його батько, що мав демократичні погляди і був знаний як «Червоний граф», помер за п'ять років до цього, передавши титул синові. Цей союз не був таким блискучим, як у старшої сестри, і, як згодом виявилось, і молодшої, однак матір переживала, що донька взагалі залишиться самотньою.
9 січня 1934 у Мюнхені 29-літня Єлизавета взяла цивільний шлюб із графом Тоеррінг-Єттенбаським, старшим від неї на чотири роки. Наступного дня відбулося вінчання у каплиці родинного замку нареченого Зеєфельд.
За кілька місяців її сестра Марина одружилася із молодшим сином короля Великої Британії Георга V Джорджем Кентським.
У січні 1935 року Єлизавета народила первістка. Всього у шлюбі народила двох дітей. Проживала сім'я у Мюнхені. Їм також належали замки Зеєфельд, в якому у 1947—48 було проведено кілька перебудов, та Вінгерінг.
Карл Теодор був відомий своїми симпатіями нацистам, хоча сам не вступав до НСДАП. 

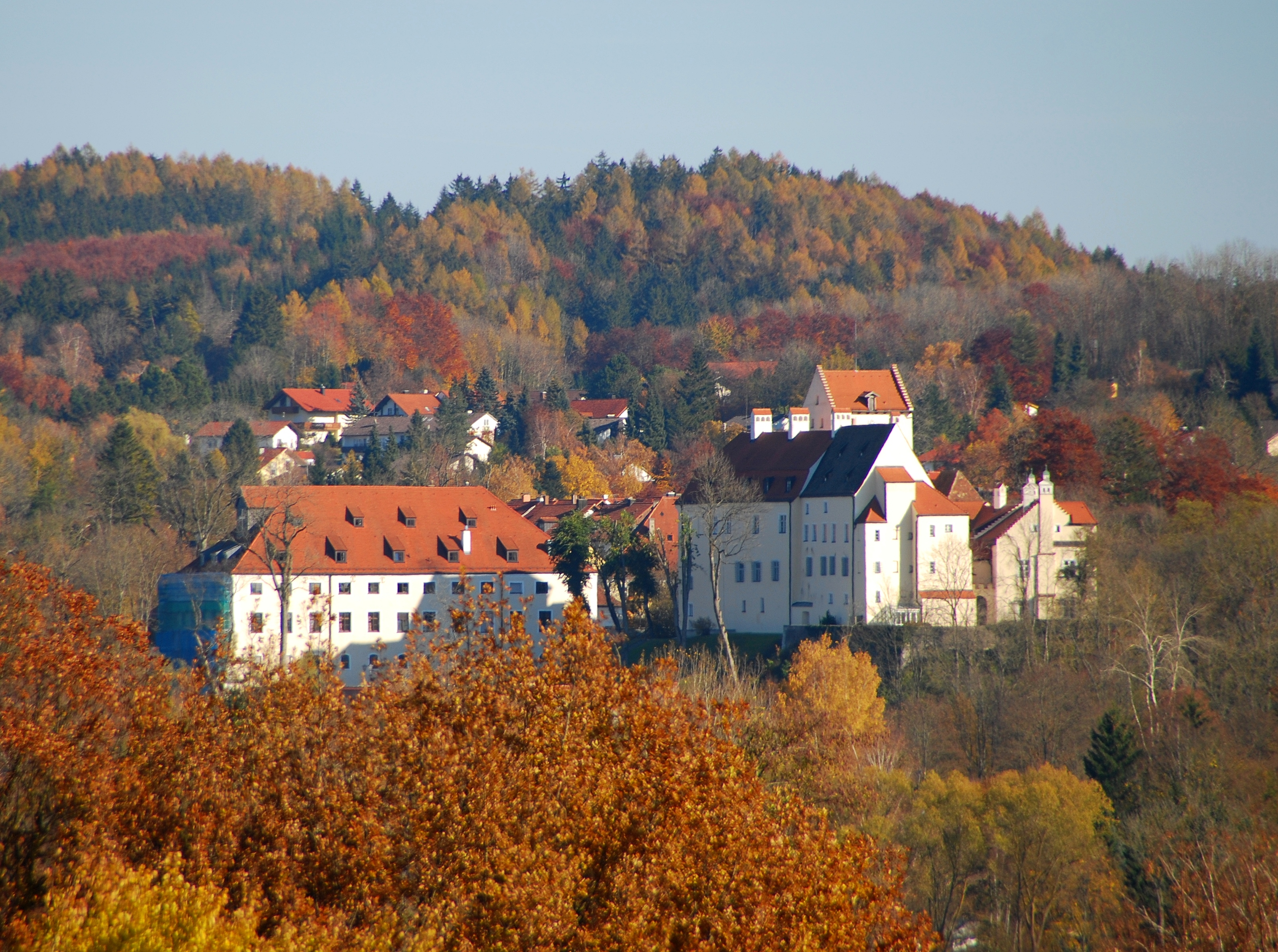
Замок Зеєфельд

Воєнні роки родина провела в Баварії, відчуваючи себе захищеною. А із миром, що настав у 1945-му, Єлизавета отримала змогу відновити втрачені родинні зв'язки. Так вона навідала Афіни, де продовжувала жити її матір Олена Володимирівна.
Однак, не всі прагнули родичатися із ними. У листопаді 1947 року їх з чоловіком не було запрошено на весілля кронпринцеси Єлизавети та Філіпа Маунтбаттена через колишні нацистські симпатії.
На початку 1953 року граф Тоеррінг-Єттенбах разом з Едмундом Угером заснували компанію «Uher Werke München», що почала виготовляти звукозаписувальну техніку високої якості.
Принцеса Єлизавета померла наступного дня після двадцять першої річниці весілля у шпиталі Мюнхена від раку. Похована на родинному цвинтарі Тоеррінг-Єттенбахів у Вінгерінгу в Баварії, що по факту є каплицею в саду їхнього замку.
За рік її донька пошлюбила представника династії Габсбургів.
Карл Теодор більше не одружувався. Він помер за 12 років після Єлизавети.

## Родина
Чоловік — Теодор Тоеррінг-Єттенбаський
Дітиː
- Ганс Файт (нар.1935) — одружений з принцесою Генрієттою цу Гогелое-Бартенштайн, має трьох дітей;
- Єлена (нар.1937) — була одружена з ерцгерцогом Фердинандом Австрійським, має трьох дітей.

## Нагороди
- Великий хрест Королівського династичного ордену Святих Ольги та Софії.

## Титули
- 24 травня 1904 — 10 січня 1934 — Її Королівська Високість Принцеса Єлизавета Грецька та Данська
- 10 січня 1934 — 11 січня 1955 — Її Королівська Високість Принцеса Єлизавета, графиня цу Тоеррінг-Єттенбах.